# 赤座直保
赤座 直保（あかざ なおやす）は、安土桃山時代から江戸時代初期にかけての武将、大名。官位は従五位下・備後守。

## 生涯

### 朝倉家臣時代
赤座氏は朝倉氏家臣123家を所収した『一乘録』にその名が記されており、直保や父の直則も朝倉氏家臣であった可能性が高い。

### 信長家臣時代
天正元年（1573年）8月、織田信長の朝倉氏討滅後、信長に降り信長書状によって本領を安堵されたのが直保の初出である。その後、越前国守護代となった桂田長俊（前波吉継）の下で信長に仕え、天正3年（1575年）11月には長俊の書出しに基づいて府中火内村56石の加増を受けた。この所領は翌年、府中三人衆から打ち渡しを受けている。このころ堀江・新開・千福・赤座・鞍谷・諏訪といった越前の諸士は柴田勝家や府中三人衆の与力とされており、前田氏とは関係があった。

### 秀吉家臣時代
天正10年（1582年）の本能寺の変で父・直則が討ち死にすると家督を継ぎ、豊臣秀吉に仕えて所領を安堵される。天正17年（1589年）10月、南条郡大桐村に灰焼きの営業独占権を与えた文書が現存する。天正18年（1590年）の小田原征伐では石田三成の麾下で武蔵国の岩槻城、忍城の攻略に参加し、この功によって従五位下備後守に任官、越前国今庄2万石に加増され大名に列する。しかしその地位は小早川秀秋や堀尾吉晴の与力であり、独立の大名ではなかった。今庄は直保が居館を置いたことからその統治下において発展し、その統治は結城秀康の街道整備政策によって引き継がれて北国街道の宿駅として栄えるに至る。

### 関ヶ原以後
慶長5年（1600年）の関ヶ原の戦いで初めは西軍の大谷吉継の軍に属して北国口で戦ったが、本戦で小早川秀秋が東軍に寝返ったのに呼応し、脇坂安治、朽木元綱、小川祐忠らと共に東軍に寝返り、大谷軍を壊滅させる。だが、戦後恩賞を与えられず、ついには所領を没収されている。そもそも直保は関ヶ原の戦いに参戦していなかったとする指摘もある。その後は京に住んだが、同年10月前田利長の家臣となり加賀へ赴き、松任城代として7千石を領した。慶長8年（1603年）には利長の命により先祖・赤座景秋が建立した棟岳寺を下屋敷の敷地内に移転させている。慶長11年（1606年）、越中国大門川の氾濫の検分の際、濁流を渡河中に落馬、溺死している。

## 子孫・一族
子の孝治は永原と改姓し、加賀藩の藩士として存続した。「寛永十九年小松侍帳」には「御人持」（人持組）の席次第四位に永原左京（5千石）、十四位に永原大学（□□800石）、「御馬廻」に永原内膳（600石）、永原五郎左衛門（300石）が記載されており、子弟か一族と思われる。左京の娘は加賀八家長家嫡男・長元連に嫁ぎ、この縁故から左京、大学の両名は浦野事件に藩側として関与し浦野孫右衛門の子弟を預かっている。幕末には馬廻役・作事奉行を歴任した永原甚七郎（孝知）が出、水戸天狗党討伐の指揮を執り、葉原でこれを降伏させ最期を看取っている。

## 登場作品
- 葵 徳川三代（2000年、演：本田清澄）